# Itakura Kō
Itakura Kō (板倉 滉 (Bản-Thương Hoảng) sinh ngày 27 tháng 1 năm 1997 ở Yokohama) là một cầu thủ bóng đá người Nhật Bản thi đấu cho Borussia Mönchengladbach ở giải VĐQG Đức.

## Sự nghiệp
Itakura Ko gia nhập câu lạc bộ tại J1 League Kawasaki Frontale năm 2015.

## Thống kê câu lạc bộ
Cập nhật đến ngày 23 tháng 2 năm 2018.
| Thành tích câu lạc bộ | Thành tích câu lạc bộ | Thành tích câu lạc bộ | Giải vô địch | Giải vô địch | Cúp                   | Cúp                   | Cúp Liên đoàn | Cúp Liên đoàn | Châu lục | Châu lục  | Tổng cộng | Tổng cộng |
| Mùa giải              | Câu lạc bộ            | Giải vô địch          | Số trận      | Bàn thắng    | Số trận               | Bàn thắng             | Số trận       | Bàn thắng     | Số trận  | Bàn thắng | Số trận   | Bàn thắng |
| Nhật Bản              | Nhật Bản              | Nhật Bản              | Giải vô địch | Giải vô địch | Cúp Hoàng đế Nhật Bản | Cúp Hoàng đế Nhật Bản | J. League Cup | J. League Cup | AFC      | AFC       | Tổng cộng | Tổng cộng |
| --------------------- | --------------------- | --------------------- | ------------ | ------------ | --------------------- | --------------------- | ------------- | ------------- | -------- | --------- | --------- | --------- |
| 2015                  | Kawasaki Frontale     | J1 League             | 0            | 0            | 0                     | 0                     | 0             | 0             | –        | –         | 0         | 0         |
| 2016                  | Kawasaki Frontale     | J1 League             | 2            | 0            | 3                     | 0                     | 1             | 0             | –        | –         | 6         | 0         |
| 2017                  | Kawasaki Frontale     | J1 League             | 5            | 0            | 3                     | 0                     | 4             | 0             | 3        | 1         | 15        | 1         |
| Tổng                  | Tổng                  | Tổng                  | 7            | 0            | 6                     | 0                     | 5             | 0             | 3        | 1         | 21        | 1         |